# Ludus tonalis
Ludus tonalis (lateinisch für „tonales Spiel“) ist ein Klavierzyklus von Paul Hindemith aus dem Jahre 1942, der aus zwölf Fugen, elf Interludien (Zwischenspielen), sowie  einem eröffnenden Praeludium (Vorspiel) und einem abschließenden Postludium (Nachspiel) besteht.
Das Werk gilt als modernes Gegenstück zum Wohltemperierten Klavier von J. S. Bach. Während das Wohltemperierte Klavier als Anwendungsbeispiel für die Errungenschaft der Wohltemperierten Stimmung gedacht war, ist Hindemiths Ludus tonalis ein musikalisches Exempel für die von ihm selbst gefundene tonale Struktur der chromatischen Tonleiter.
Bach ordnet seine Präludien und Fugen in chromatisch aufsteigender Reihenfolge an und demonstriert so die damals neue Möglichkeit, in allen Tonarten sauber spielen zu können. Hindemith folgt in der Anordnung seiner Stücke der so genannten „Reihe 1“, die als eines der Ergebnisse seiner theoretischen Untersuchungen ein neues System von Tonverwandtschaften etabliert, das nach Hindemiths Auffassung den traditionellen Quintenzirkel ersetzen könnte.

## Theoretischer Hintergrund

### Reihe 1
Im 1940 erschienenen theoretischen Teil seiner Unterweisung im Tonsatz beschäftigt sich Hindemith detailliert mit den grundlegenden Eigenschaften des musikalischen Materials. Dabei geht er von der Erkenntnis aus, dass den bisherigen Wegen zur Tonleiterbildung etwas – aus seiner Sicht – Unbefriedigendes anhaftet. So sieht er z. B. in der gleichstufigen chromatischen Skala, also der Einteilung der Oktave in zwölf gleiche Intervalle, ein unnatürliches Kunstprodukt.  Diesem stellt er einen neuen Vorschlag gegenüber und entwickelt eine Methode, die chromatische Skala auf organische Weise aus dem naturgegebenen Ausgangsmaterial der Obertonreihe abzuzuleiten.
Dieses etwas komplizierte Verfahren kann hier nicht im Detail beschrieben werden (Hindemith braucht dafür immerhin über 10 Seiten!). Im Prinzip handelt es sich um eine Art „Entdeckungsreise“ im Reich der Obertöne. Die Reihenfolge, in der hierbei die einzelnen Töne „entdeckt“ werden, ergibt die „Reihe 1“, die – bezogen auf den Ausgangston C – folgendermaßen aussieht:
C G F A E Es As D B Des H Fis(=Ges)
Diese Reihe beschreibt den (abnehmenden) Verwandtschaftsgrad der Töne in Bezug auf den Grundton C. In Hindemiths System der freien Tonalität löst sie gewissermaßen den traditionellen Quintenzirkel ab.

### Freie Tonalität
Entsprechend der Reihe 1 erscheint die chromatische Tonleiter nicht mehr als eine Erweiterung der diatonischen Dur- bzw. Molltonleiter, sondern ist ein von den Tongeschlechtern unabhängiges autonomes Gebilde mit abgestuften Verwandtschaftsgraden, die nicht unbedingt immer mit den traditionell angenommenen Verwandtschaftsbeziehungen der Tonarten übereinstimmen.
Die Emanzipation von der Dur-Moll-Tonalität führt konsequent zur so genannten freien Tonalität, deren Grundlage die ganze zwölftönige chromatische Tonleiter ist. Trotz oberflächlicher Ähnlichkeiten legt Hindemith jedoch größten Wert auf eine scharfe Abgrenzung gegenüber der atonalen Zwölftonmusik Schönbergs und der Wiener Schule. Hindemith behauptet sogar schlankweg, dass eine Atonalität im strengen Sinne unmöglich sei, weil sich immer ein Ton gegenüber den anderen als Grundton („tonales Zentrum“) durchsetze. Im letzten Kapitel seiner Unterweisung im Tonsatz, das sich mit der analytischen Anwendung seiner Theorien auf Musikbeispiele befasst, nimmt er sogar eine Zwölftonkomposition von Schönberg unter die Lupe und weist nach, dass sich selbst hier tonale Zentren feststellen lassen.

## Erläuterungen zur Werkstruktur

### Praeludium und Postludium
Das Praeludium ist ein frei gestaltetes Stück nach Art einer Fantasie, die streckenweise auch toccatenhafte Züge annimmt. Charakteristisch sind die improvisatorisch anmutenden Passagen in freiem Tempo (a piacere) und die lockere Reihung mehrerer Teile unterschiedlicher Prägung.
Das Stück beginnt einstimmig mit einem (dreigestrichenen) c3, der letzte angeschlagene Ton ist ein (Kontra-)Fis1. Das Praeludium wird also vom Anfangs- und Endton der Reihe 1 quasi „eingerahmt“. Allerdings notiert Hindemith das bereits vorher angeschlagene (große) Cis so, dass es länger als das Fis1 ausgehalten und somit zum eigentlichen Schlusston wird.
Diese zunächst merkwürdig erscheinende Tatsache findet ihre Erklärung im Postludium. Dieses ist nämlich eine exakte Krebsumkehrung des Praeludiums, das heißt letzteres ist jetzt Ton für Ton rückwärts notiert bei gleichzeitiger Spiegelung (Umkehrung). Da als Spiegelachse die erste Hilfslinie über dem Bassschlüssel- bzw. (damit bedeutungsgleich) unter dem Violinschlüssel-System gewählt wurde, wird aus dem auf der zweiten Hilfslinie unter dem Basssystem notierten Cis ein auf der zweiten Hilfslinie über dem Diskantsystem notiertes cis3. Damit ist die Übereinstimmung zwischen dem letzten Ton des Praeludiums und dem ersten des Postludiums auch klanglicher und nicht nur optischer Natur wie beim Fis1, das in der Spiegelung zum gis3 wird.
Dem eigentlich letzten Ton des Postludiums, der dem ersten des Praeludiums entspricht, lässt Hindemith noch einen vollgriffigen C-Dur-Dreiklang folgen, der den gesamten Zyklus mit einer Erinnerung an den reinen Obertonklang (von dem ja die ganze Theorie ausging) abschließt.

### Die Interludien
In den Interludien nutzt Hindemith die klanglichen Möglichkeiten des Klaviers vielfältig aus. Sie haben durchweg ein ausgesprochen spielfreudiges Wesen und zeichnen sich meist durch einen profilierten Charakter aus: Hier ein zartes Pastorale, dort ein seltsam irrealer Walzer, dann eine merkwürdig ausgezackte Aria, ein quirliges „Perpetuum mobile“, ein spritziges Scherzino oder auch Stücke von stark virtuosem Charakter wie das Interludium, das von D nach B überleitet, mit seinen ineinander greifenden Akkordketten der beiden Hände. Natürlich darf auch die von Hindemith so bevorzugte „Marcia“ nicht fehlen.

### Die Fugen
Den klangfrohen Interludien stehen in bewusstem Gegensatz die Fugen gegenüber, in denen keinerlei Rücksicht auf klangliche Wirkung genommen wird. Der Komponist hat sie in dreistimmiger Nacktheit aufgezeichnet, ohne klangliche Verdoppelung, ohne Kadenzverbreiterung. Dafür arbeitet er mit dem gesamten Arsenal kontrapunktischer Komplikationen, als da sind: Engführungen, Krebs, Umkehrung, Krebsumkehrung, Augmentation und Diminution.
Man kann zwei Typen von Fugen unterscheiden: Spielfreudige und überwiegend konstruktive, anders ausgedrückt: weitmaschige und streng thematische. Die konstruktiven Stücke stehen zu Beginn und am Schluss des Zyklus in dichter Folge, während die spielfrohen die Mitte ausmachen (E, Es, As, D).
Innerhalb der unbedingt konstruktiven Stücke ist eine Steigerung zu beobachten. Man denkt zwar, dass die Fuge in F, deren zweite Hälfte die exakte Krebsgestalt der ersten ist, bereits einen Gipfel kompositorischer Verdichtung darstellt. Da kommt gleich als nächstes Stück eine dreiteilige Doppel-Fuge (A, Cis, A), in deren drittem Teil die in den beiden ersten Teilen zunächst getrennt durchgeführten Themen kontrapunktisch gegeneinander gestellt werden. Und gegen Ende finden wir die Fuge in Des, die Note für Note umgekehrt wird, und darauf die Fuge in H, die als zweistimmiger Kanon über einem wesenlosen Bass gestaltet ist.
Für die kompositionstechnische Gestaltung der Fugen ist der Wegfall der sog. „tonalen Beantwortung“ kennzeichnend. Diese war eine Konzession an die Tonika –Dominant-Spannung der Dur- und Moll-Tonalität. In der freien Tonalität der zwölftönigen chromatischen Leiter ist sie überflüssig. Die thematischen Beantwortungen erfolgen erst in der Quart, dann in Terz und Sext, erst von der Fuge in As ab in der Quint. Die letzte Fuge (Fis) kehrt wieder zur Quartbeantwortung zurück. Der dritte Einsatz erfolgt stets in der Tonika.
Von der Doppelfuge in A mit zwei Themen abgesehen haben alle Fugen ein Thema. Diesbezüglich eine Sonderstellung nimmt die erste Fuge in C ein: sie hat drei Themen, die aber nur in der Originalgestalt verwendet werden.

### Die Harmonik
Die von Hindemith entwickelte Akkordlehre gibt das in der traditionellen Harmonielehre herrschende Grundprinzip der Terzenschichtung auf und unterscheidet nicht mehr zwischen „eigentlichen“ Akkorden und „Vorhaltsakkorden“. Ebenso wirft er das Prinzip der Umkehrbarkeit von Klängen über Bord. Dies bedeutet, dass alle denkbaren Klänge mit der gleichen Selbstverständlichkeit musikalisch verwendbar sind.
Die hierin begründete (im Prinzip schrankenlose) harmonische Freiheit erlaubt Hindemith in den Fugen eine geradezu „gnadenlose“ Konsequenz der Kontrapunktik, die keine Rücksicht auf klangliche Härten nimmt. Die zum Teil äußerst herben Zusammenklänge wirken jedoch stets durch die Logik der Stimmführung begründet und erscheinen nach einer gewissen Eingewöhnungsphase nicht mehr störend.
Die für Hindemith typische Harmonik unterscheidet sich von der in der Romantik vorherrschenden emotionsträchtigen „Spannungsharmonik“ durch eine größere Kühle, Herbheit, ja Sprödigkeit. Dies liegt unter anderem daran, dass Hindemith eine gewisse Tendenz zur bevorzugten Verwendung tritonusfreier Dissonanzakkorde erkennen lässt.
Gegenüber dem frühen Hindemith, der sich mit seinen zum Teil brutal provokanten Klängen in den Ruf eines Bürgerschrecks brachte, erscheint der spätere Hindemith des Ludus tonalis neoklassizistisch geläutert. Während er früher keine Hemmungen hatte, etwa zum Abschluss des „Shimmy“ in der „Suite 1922“ dem Hörer einen fünfstimmigen Dissonanzakkord con tutta forza um die Ohren zu knallen, erscheint er im Ludus tonalis, was Schlussklänge anlangt, geradezu puristisch abgeklärt.
Mögen auch die vorangegangenen Klänge noch so dissonant gewesen sein: am Schluss der Stücke steht immer eine Konsonanz. Von den 25 Stücken des Ludus tonalis enden acht mit einem Dur-Dreiklang, vier mit einer großen Terz, eines mit einer großen Sext, vier mit einer leeren Quint und sechs sogar nur mit einem Oktavklang oder Einzelton. Der Molldreiklang kommt als Schlussklang nicht vor, was die Frage aufwirft, ob Hindemith möglicherweise die frühbarocken Zweifel an der wirklichen Schlussfähigkeit des Mollakkords wieder aufleben lässt. Immerhin erklärt er in seiner Unterweisung im Tonsatz den Mollakkord als eine „Trübung“ des in der Obertonreihe natürlich vorkommenden Durdreiklangs.
Obwohl Hindemith den in der Klassik als Schlussakkord völlig akzeptierten und gängigen Molldreiklang meidet, verwendet er bei zwei Stücken einen Schlussakkord, der als solcher in der Klassik undenkbar gewesen wäre, nämlich die zweite Umkehrung des Durdreiklangs: den Quartsextakkord. Damit setzt er sich bewusst von der traditionellen Interpretation dieses Akkords ab, die in ihm eher ein labiles, auflösungsbedürftiges Gebilde sah und ihn in die Nähe eines Dissonanzklangs („Auffassungsdissonanz“) rückte. Die dem Quartsextakkord innewohnende Spannung wurde in der Klassik als so stark empfunden, dass man ihn sogar standardmäßig in Instrumentalkonzerten als trommelwirbelartigen Spannungsstau vor der Solokadenz einsetzte. Nach den Ergebnissen von Hindemiths akustisch-theoretischen Überlegungen ist der Quartsextakkord jedoch ein völlig unproblematischer Konsonanzklang, dessen Wert gegenüber der Grundform des Durdreiklangs nur dadurch leicht abgeschwächt wird, dass sein Grundton nicht der Basston ist.

## Liste der Einzelstücke
Im Folgenden sind die Titel und Vortragsbezeichnungen der einzelnen Stücke angegeben. Die kursiv gekennzeichneten Angaben stehen nicht – wie die anderen – groß über, sondern klein in oder unter den Noten. Die Tonalitätsbezeichnungen sind hier mit der deutschen Nomenklatur angegeben, während im Original die englischen Bezeichnungen verwendet werden.
- Praeludium:  a piacere – largamente – Arioso, tranquillo – a piacere – Lento – Solenne, largo
  - Fuga prima in C: Lento
- Interludium: Moderato con energico
  - Fuga secunda in G: Allegro
- Interludium: Pastorale, moderato
  - Fuga tertia in F: Andante
- Interludium: Scherzando
  - Fuga quarta in A: Con energica – Lento, grazioso – Tempo primo
- Interludium: Vivace
  - Fuga quinta in E: Vivace
- Interludium: Moderato
  - Fuga sexta in Es: Tranquillo
- Interludium: Marcia
  - Fuga septima in As: Moderato
- Interludium: Molto largo
  - Fuga octava in D: Con forza
- Interludium: Allegro molto
  - Fuga nona in B: Moderato, scherzando
- Interludium: Molto tranquillo
  - Fuga decima in Des: Allegro moderato, grazioso
- Interludium: Allegro pesante
  - Fuga undecima in H (Canon): Lento
- Interludium: Valse
  - Fuga duodecima in Fis: Molto tranquillo
- Postludium: Solenne, largo – largamente – Arioso tranquillo – Moderato –  largamente – a piacere